# 死の翼アルバトロス
『死の翼アルバトロス』（しのつばさアルバトロス）は、1977年（昭和52年）から1980年（昭和55年）に放送された『ルパン三世 (TV第2シリーズ)』（以下、『TV第2シリーズ』）第145話のサブタイトル。1980年7月28日に放送され、宮崎駿が「照樹務」名義で脚本・演出を担当した。
『TV第2シリーズ』に不満を感じた宮崎が制作したものだが、イメージが違うとして第155話（最終話）「さらば愛しきルパンよ」同様、日本テレビのスタッフが没にしようとした経緯を持つ。

## 声の出演
- ルパン三世 - 山田康雄
- 次元大介 - 小林清志
- 峰不二子 - 増山江威子
- 石川五右ェ門 - 井上真樹夫
- 銭形警部 - 納谷悟朗
- ロンバッハ - 根本嘉也
- シュミット - 徳丸完
- ロンバッハの手下たち - 長堀芳夫、山本敏之、笹岡繁蔵

## レギュラーキャラクター以外の登場人物
ルパン三世 (TV第2シリーズ)の登場人物#第145話「死の翼アルバトロス」を参照。

## スタッフ
- 原作 - モンキー・パンチ
- 企画 - 吉川斌
- 脚本 - 照樹務（宮崎駿）
- 音楽 - 大野雄二
- 録音 - 東北新社
- 現像 - 東京現像所
- 連載誌 - 週刊Weekly漫画アクション、パワァ・コミックス（双葉社刊）
- 制作協力 - 東京ムービー
- 製作 - 東京ムービー新社

## 主題歌
オープニングテーマ『ルパン三世'80』
作曲・編曲 - 大野雄二 / 演奏 - ユー&エキスプロージョン・バンド
エンディングテーマ『ラヴ・イズ・エヴリシング』
作詞 - 奈良橋陽子、杉山政美 / 作曲・編曲 - 大野雄二 / 唄 - 木村昇
コロムビアレコード

## ファンによる評価
- 「ルパン三世ベストセレクション」

2017年、日本テレビの深夜アニメ枠「AnichU」他で放送するために実施。第1シリーズから当時の最新TVシリーズであった第3シリーズまでの全228話から事前にファン投票を実施し、第2位に選ばれている（なお正式に第2位ということが明らかになったのは上記セレクション放送最終回において。詳しいことは出典か番組の詳細情報を書いたリンク先を参照）。
- 「みんなが選んだルパン三世」

2021年、アニメ開始50周年記念企画として「金曜ロードショー」でファン投票上位4エピソードを放送するために実施。この時点での最新TVシリーズであった第5シリーズまでの全276話から、第4位を獲得した（TVシリーズとは別にTVスペシャルの投票も実施されているが、そちらについてはTVスペシャルシリーズ第9作『ルパン三世 ワルサーP38』などを参照）。
放送の際には第1位を獲得した「さらば愛しきルパンよ」と続けて放送する関係上、エンディングと次回予告がカットされ、レギュラー以外のキャストと各話スタッフは「金曜ロードショー」としてのエンディングで表示された。